# Jean-Barthélemy Le Couteulx de Canteleu
Pour l’article homonyme, voir Le Couteulx.
Jean-Barthélemy Le Couteulx, comte de Canteleu et de Fresnelles, seigneur de Yonville, né le 4 mars 1746 à Rouen et mort à Farceaux le 18 septembre 1818, est un industriel, banquier et homme politique français, l'un des fondateurs de la Banque de France. Sans être lui-même armateur, il a néanmoins financé avec sa firme plusieurs expéditions de traite négrière.

## Biographie

### Famille de marchands-drapiers devenus banquiers et négociants
Les Le Couteulx sont une importante famille négociante qui appartient longtemps au corps des marchands-drapiers de Rouen, avec principalement, au XVIIe siècle, des relations commerciales avec l’Angleterre. Ils installent, à cette époque, une seconde direction à Paris qui conserve un capital commun avec Rouen, sous la raison sociale unique de Le Couteulx et Cie. Les deux sièges développent conjointement, dans la seconde moitié du XVIIe siècle, des activités bancaires dont le but est d’abord de faciliter les relations commerciales et le trafic portuaire.
C'est au sein de cette vaste famille composée de plusieurs branches que Jean-Barhélemy Le Couteulx naît le 4 mars 1746 à Rouen. Il est le fils Thomas-Barthélemy Le Couteulx, Premier président de la Chambre des comptes de Normandie.

### Activité économique et traite négrière

#### Société familiale
En 1795, Jean-Barthélemy déplace le siège de la société familiale Le Couteulx et Cie, alors situé dans un hôtel particulier de la place Vendôme, au 56 rue du Faubourg Saint-Honoré. L'année suivante, sa firme prend le nom de Jean-Barthélemy Le Couteulx et Cie.
En 1808, il dissout la société pour mésentente avec son associé Gorlay, mais en s'engage la même année dans une plus modeste, intitulée Fauveau Le Couteulx et Cie. Cette dernière comprend deux associés-gérants, Alexandre-François Fauveau et Laurent-Barthélemy Le Couteulx, un fils de Barthélemy-Jean-Louis. Celle-ci est à nouveau dissoute en 1813, à la suite du décès de deux des trois associés.

#### Manufactures et mines
Avant 1793, la société familiale Le Couteulx et Cie contrôle plus ou moins étroitement trois manufactures : la manufacture d’huile de baleine de Saint-Sever, la manufacture de tabac de Morlaix, et les Fonderies de cuivre de Romilly-sur-Andelle. S'il semble que la première ait disparu avant 1795, Jean-Barthélemy Le Couteulx est l'un des principaux animateurs des deux autres entreprises pendant le Directoire et une grande partie du Consulat et de l’Empire.
À partir de 1795, afin de procurer du charbon de terre en grande quantité à la fonderie de Romilly-sur-Andelle, Jean-Barthélemy Le Couteulx devient un des principaux actionnaires de la Compagnie des mines d’Anzin, de Fresnes et du Vieux Condé, la plus grande compagnie charbonnière française à la fin de l’Ancien Régime.

#### Traite négrière
À partir de 1784, les Le Couteulx investissent massivement dans la traite négrière par le biais de la société en commandite que dirige Jean-Laurent Ruellan. Entre 1785 et 1791, les navires armés par les Le Couteulx atteignent la proportion de 6,8 % des 145 armements négriers havrais recensés durant cette période. Ces expéditions déportent 2 500 esclaves, de Guinée et du Mozambique vers les Antilles françaises, Saint-Domingue et La Havane.

#### Finance

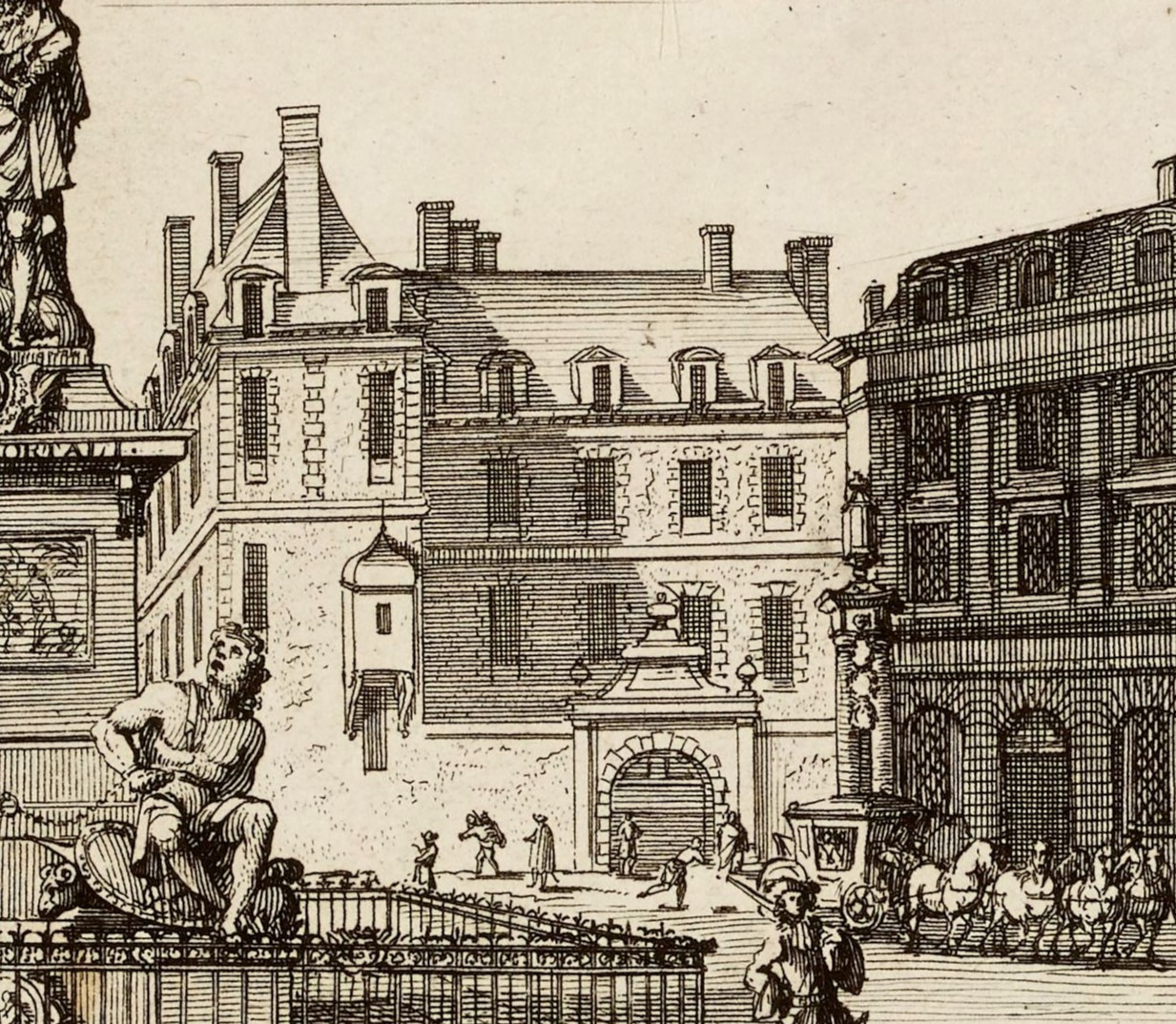
L'hôtel de Massiac, place des Victoires, premier siège de la Banque de France, jusqu'à son transfert en 1811 dans l'hôtel de Toulouse.

Le 27 février 1800 (24 pluviôse an VIII), il fait partie des fondateurs de la Banque de France, au sein de l'hôtel de Massiac, place des Victoires à Paris. Il en devient l'un des 15 régents avec Jean-Frédéric Perregaux, Mallet aîné, Claude Périer, Récamier et le fabricant de tabacs Jacques-Florent Robillard. Il devient le premier président de l'établissement, et le baron Martin Garat le directeur général. Avec Guillaume Mallet, Le Couteulx joue un rôle important dans la fusion de l'entité avec la Caisse des comptes courants le 2 juin 1800.
En 1801, il est remplacé comme président par Jean-Frédéric Perrégaux, et le 17 octobre 1804 il quitte ensuite ses fonctions au conseil de régence de la Banque de France.
Il rejoint également les Négociants réunis chargés de trouver des fonds pour le Trésor.
Sa grande fortune finira par fortement diminuer dans les dernières années de sa vie, en raison notamment d'un litige avec la Banque Saint-Charles remontant à 1790, et la disparition de sa maison de commerce, dissoute en 1808 et remplacé par une société plus modeste, ne lui permet plus de disposer de fonds pouvant maintenir la valeur de son patrimoine.

### Carrière politique

#### Député pendant la Révolution
Le 21 avril 1789, Jean-Barthélemy Le Couteulx est élu député du tiers état de la ville de Rouen aux États généraux. Grâce à la dot de 647 000 livres tournois de son épouse et cousine Anne Le Couteulx, il rejoint le négociant-négrier havrais Jacques-François Begouën-Demeaux au nombre des plus grosses fortunes du tiers de l’assemblée en 1789.
S’attachant particulièrement aux questions financières, il soutient les plans de Necker et est rapporteur du projet de loi instituant la vente de 400 millions de biens du clergé. En 1790, il refuse le poste de caissier général de l’Extraordinaire et propose l’interdiction, pour un député, d’occuper un poste au sein de l’exécutif.
Sous la Terreur, suspectés d’avoir encouragé une tentative espagnole pour sauver Louis XVI de l’exécution, tous les dirigeants parisiens de la firme familiale sont placés sous surveillance et des scellés sont apposés sur le siège social de la place Vendôme. Le Comité de sûreté générale charge Ducange de l’arrestation, le 9 frimaire an II (29 novembre 1793), pour intelligence avec les ennemis de la République, de Jacques-Jean Du Moley, Barthélemy-Jean-Louis, Laurent-Vincent de La Noraye, ainsi que de celle de Jean-Barthélemy de Canteleu. Ce dernier est incarcéré du 3 décembre 1793 au 13 août 1794. Une fois libéré, il reprend son poste de député.
Retiré de la vie politique à la fin de la session, installant ses bureaux place Vendôme, il est élu, le 28 vendémiaire an IV (20 octobre 1795), avec 237 voix sur 685 votants, député de la Seine au Conseil des Anciens, où il siège parmi les modérés. Il fait, comme à la première assemblée, plusieurs rapports sur des matières de finances, contribue à l’adoption des résolutions relatives au paiement des biens nationaux, et fait adopter celle qui prohibait les marchandises anglaises. Après le coup d'État du 18 fructidor an V, il s’oppose avec courage à la proscription de ses collègues girondins, déclarant qu’il ne voyait rien, dans les pièces fournies contre eux qui pût motiver une mesure aussi rigoureuse. Il plaide éloquemment la cause des déportés et de leurs familles, puis devient successivement secrétaire et président de l’assemblée.
Fin 1798, il publie un Essai sur les contributions proposées en France, pour l’an sept, sur celles qui existent actuellement en Angleterre, et sur le crédit public. Il a pour secrétaire Camille Saint-Aubin. Quittant le Conseil en floréal an VII, il devient président de l’administration départementale de la Seine.

#### Sénateur sous Napoléon
Rallié au coup d'État du 18 brumaire qui installe Bonaparte au pouvoir, il est nommé membre du Sénat conservateur le 24 décembre 1799 (3 nivôse an VIII).
Il est fait chevalier de la Légion d'honneur le 2 octobre 1803 (9 vendémiaire an XII), et commandeur le 25 prairial suivant après avoir approuvé la décision de Napoléon Bonaparte de devenir Empereur. Il devient comte d’Empire le 26 avril 1808 en rachetant une ferme près des Andelys, et se voit octroyer la sénatorerie de Lyon.
Lorsque Napoléon, peu de temps avant sa chute, voulut exciter le zèle des départements en sa faveur, il envoya en qualité de commissaires extraordinaires ceux de ses amis en qui il avait le plus de confiance. Le Couteulx fut envoyé à Tours où sa mission eut peu de succès.
En 1814, il est nommé commissaire extraordinaire de la 22e division militaire.

#### Pair de France sous la Restauration
Appelé à siéger à la Chambre des pairs au commencement de la Restauration, il vote constamment avec le parti de l’opposition. Après les Cent-Jours, où il se tient à l’écart de la vie politique, il retrouve son siège de pair sous la Seconde Restauration. Siégeant d’abord avec les ultraroyalistes, il vote la mort lors du procès du maréchal Ney. Puis il prend ses distances, votant avec les modérés. En 1817, il reçoit même le titre de pair de France héréditaire.

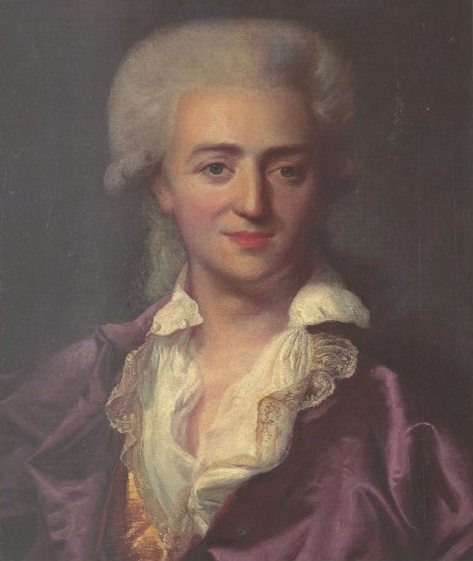
Portrait de Le Couteulx.

### Auteur de brochures et rapports
Le Couteulx de Canteleu a écrit et publié quelques brochures politiques et plusieurs rapports, parmi lesquels : Réfutation de la lettre de Dupont de Nemours, adressée à la chambre de commerce de Normandie, 1788, in-8o ; Rapport des commissaires nommés pour l’examen d’un projet de banque, etc., Paris, 1789, in-8° ; Opinion sur l’émission de deux milliards d’assignats pour le remboursement de la dette exigible, Paris, 1790, in-8o ; Rapport du comité des finances sur l’échange des assignats contre les billets de la Caisse d'escompte, etc., Paris, 1790 ; Essai sur les contributions proposées en France pour l’an VII, Paris, 1798 et 1816.
Le Couteulx a également été l’éditeur de l’Essai sur la littérature espagnole de De Malmontet, 1810, in-8o. Son portrait se trouve dans la collection de la Bibliothèque de Rouen.

### Acquisitions foncières et spéculations immobilières
Le 16 décembre 1780, la terre et seigneurie de Canteleu, de Bapaume, et le fief et châtellenie de Croisset sont acquis par le riche banquier Jean-Barthélemy Le Couteulx pour 165 000 livres. Le territoire de Canteleu était déjà connu de la famille Le Couteulx dont deux branches possédaient déjà des propriétés de campagne tenues en roture de la seigneurie. L'ensemble est ensuite revendu en 1792 à Barthélemy-Pierre, fils de son cousin et beau-frère Antoine IV Le Couteulx de Verclives, pour 133 000 livres.
Pendant la Révolution, en 1791, il acquiert un bien national, le château de Neuilly dans le Calvados, pour 750 184 livres tournois.
Après l’annexion de la Belgique par la France et son découpage en départements, plusieurs hommes d’affaires français, notamment des fournisseurs de l’État, spéculent sur les biens ecclésiastiques des anciens Pays-Bas autrichiens. Parmi les grands acheteurs figure Jean-Barthélemy Le Couteulx qui les conservera tant qu’il n’aura pas besoin de régler des dettes importantes.
En 1808, il devint comte d'Empire de Fresnelle du nom d’une « ferme » située près des Andelys, qu’il avait acheté en 1802 aux héritiers Maupeou pour la somme de 115 000 francs.
Confronté à d'importantes difficultés financières dans les années 1810, il est contraint de vendre la plupart de ses propriétés en Belgique, et celle de Catillon dans le pays de Bray. Pour éviter que son château de Farceaux soit confisqué, il le vend à son second fils Charles-Emmanuel, colonel d’un régiment de la garde royale.
Lorsqu’il meurt en 1818, il ne possède plus que deux maisons à Auteuil, et quatre domaines en Belgique.

### Vie familiale

#### Mariages
Il épouse en 1775 sa cousine Anne Le Couteulx, fille d'Antoine III Le Couteulx et de Marie Françoise Louise Rolland. La dot est considérable, d'un montant de 647 000 livres tournois, il s'agit de la plus importante jamais atteinte par les filles Le Couteulx dont la moyenne se situe en-deçà de 100 000 livres. La consanguinité de ce mariage s'explique par le besoin, dans les milieux financiers de l'époque, de favoriser l'endogamie familiale des dirigeants de la société, afin de consolider les alliances entre certaines branches d'une même famille. Ce système d'alliances croisées entre fratries de cousins a nécessité plusieurs dispenses de consanguinité. En 1761 déjà, sa sœur avait épousé son cousin Antoine IV Le Couteulx de Verclives, qui devient alors son beau-frère.
En 1784, Jean-Barthélemy se marie avec Catherine Alexandrine Charlotte Formont de Cléronde (cousine germaine de Guillaume Louis Darthenay).

#### Descendance
Il est le père du colonel Charles Emmanuel Le Couteulx de Canteleu, aide de camp du duc d'Angoulême et commandeur de la Légion d'honneur (lui-même père de Jean-Emmanuel Le Couteulx de Canteleu), et de Barthélémy-Alphonse Le Couteulx de Canteleu.

## Postérité
En 1937, la commune de Canteleu en Seine-Maritime, et dont Jean-Barthélemy Le Couteulx avait acheté la seigneurie en 1780, adopte comme blason les armoiries de la famille Le Couteulx de Canteleu,

## Écrits
- Réfutation de la lettre de Dupont de Nemours, adressée à la chambre de commerce de Normandie, 1788, in-8o
- Rapport des commissaires nommés pour l’examen d’un projet de banque, etc., Paris, 1789, in-8o
- Opinion sur l’émission de deux milliards d’assignats pour le remboursement de la dette exigible, Paris, 1790, in-8o
- Rapport du comité des finances sur l’échange des assignats contre les billets de la caisse d’escompte, etc., Paris, 1790
- Essai sur les contributions proposées en France pour l’an VII, Paris, 1798 et 1816

#### Ouvrages anciens
- Théodore-Éloi Lebreton, Biographie rouennaise, Rouen, Le Brument, 1865, p. 220-221
- « Jean-Barthélemy Le Couteulx de Canteleu », dans Adolphe Robert et Gaston Cougny, Dictionnaire des parlementaires français, Edgar Bourloton, 1889-1891 [détail de l’édition], tome 4 (De Lecointre-Puyraveau à Ledru-Rollin), p. 35.

#### Ouvrages récents
- Alice et Wilfrid Lejard, Regards sur le passé : Canteleu, 1989, 147 p., p. 27
- Alice Lejard (préf. Paulette Valoir), Canteleu aux multiples facettes, Rouen, 2000, 206 p. (ISBN 2-9516176-0-7), p. 45
- Geneviève Daridan, MM. Le Couteulx et Cie, banquiers à Paris : Un clan familial dans la crise du XVIIIe siècle, Loysel, Paris 1994
- Michel Zylberberg, Capitalisme et catholicisme dans la France moderne : La dynastie Le Couteulx, Paris, Publications de la Sorbonne, 2001, 377 p. (ISBN 978-2-85944-412-9)